# Églises de Villeloin-Coulangé
La commune de Villeloin-Coulangé, en plus de l'Abbaye Saint-Sauveur de Villeloin et du Prieuré de Grandmont Villiers, compte trois églises.
Les paroisses de Saint-Michel de Villeloin et de Saint-Sulpice de Coulangé ont été réunies en 1831, en même temps que les deux communes, pour former la paroisse Saint-Michel de Villeloin-Coulangé.

## L'ancienne église Saint-Sulpice de Coulangé (XIIesiècle)

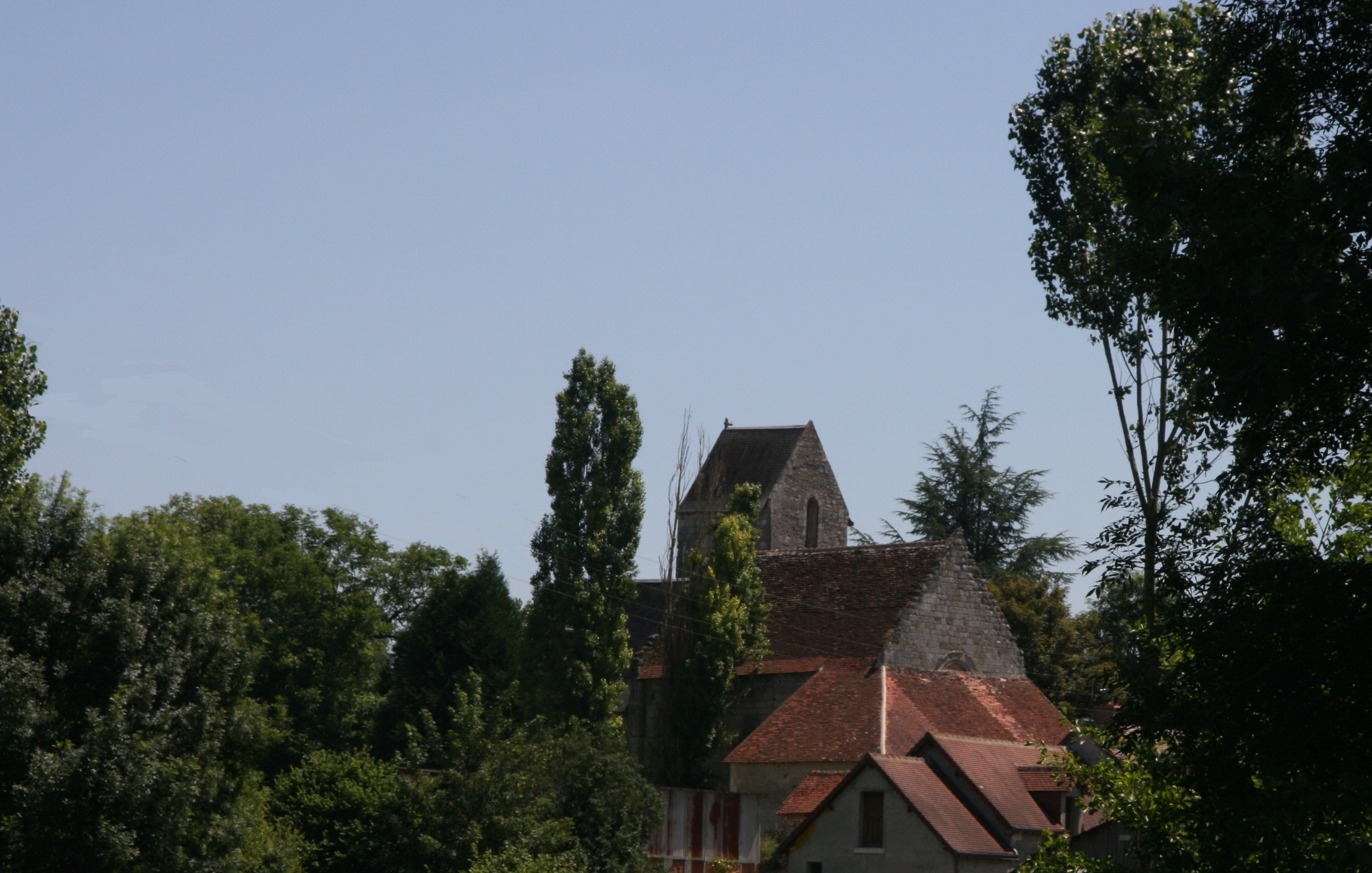
Église de Coulangé (Villeloin-Coulangé) - XIIe siècle Vue depuis le gué de Coulangé.

Une église existait déjà dans le village de Coulangé au milieu du IXe siècle, sous le même vocable. Elle est donnée à l'abbaye de Villeloin peu avant 1150. L'actuel édifice date du XIXe siècle et comprend une nef unique prolongée par une abside semi-circulaire ainsi qu'un cloche épaulé par de solides contreforts et percé de grandes baies géminées. Cette église a été convertie en maison d'habitation en 1878.
Par une délibération du conseil municipal datée du 9 février 1844, afin de financer les travaux de réparation urgentes de l'église de Villeloin, il est décidé de vendre la vieille église de Coulangé, en très mauvais état et qui ne présente aucun caractère au point de vue archéologique, son cimetière qui l'entoure et deux petits prés qui dépendent de la cure.
Le 15 décembre 1844, ladite église de Coulangé et le vieux cimetière sont adjugés aux enchères au sieur Thomassin pour la somme de 900 FRF.
Aujourd'hui, cette église, dont la façade occidentale est en partie masquée par une construction moderne qui a respecté seulement le clavage d'une fenêtre en plein cintre, a toujours la nef terminée par l'abside semi-circulaire. Les fenêtres de cette abside, circonscrites par des chevrons et un tore à l'intérieur, ont leur archivolte décorée de tête de clou à l'extérieur. La porte a été démontée et transférée à l'Abbaye de Villeloin, puis vendue et remplacée par une nouvelle porte. Après plusieurs années de recherches menées par l'archéologue du bâti Franck Tournadre, ce beau portail roman a récemment été retrouvé  au Cloisters Museum de New-York. Le clocher en bâtière, épaulé de gros contrefort, est ouvert à l'étage du beffroi de grandes baies jumelles moulurées de tores.
C'est toujours une habitation privée.

## L'ancienne église Saint-Michel de Villeloin (XIIesiècle)

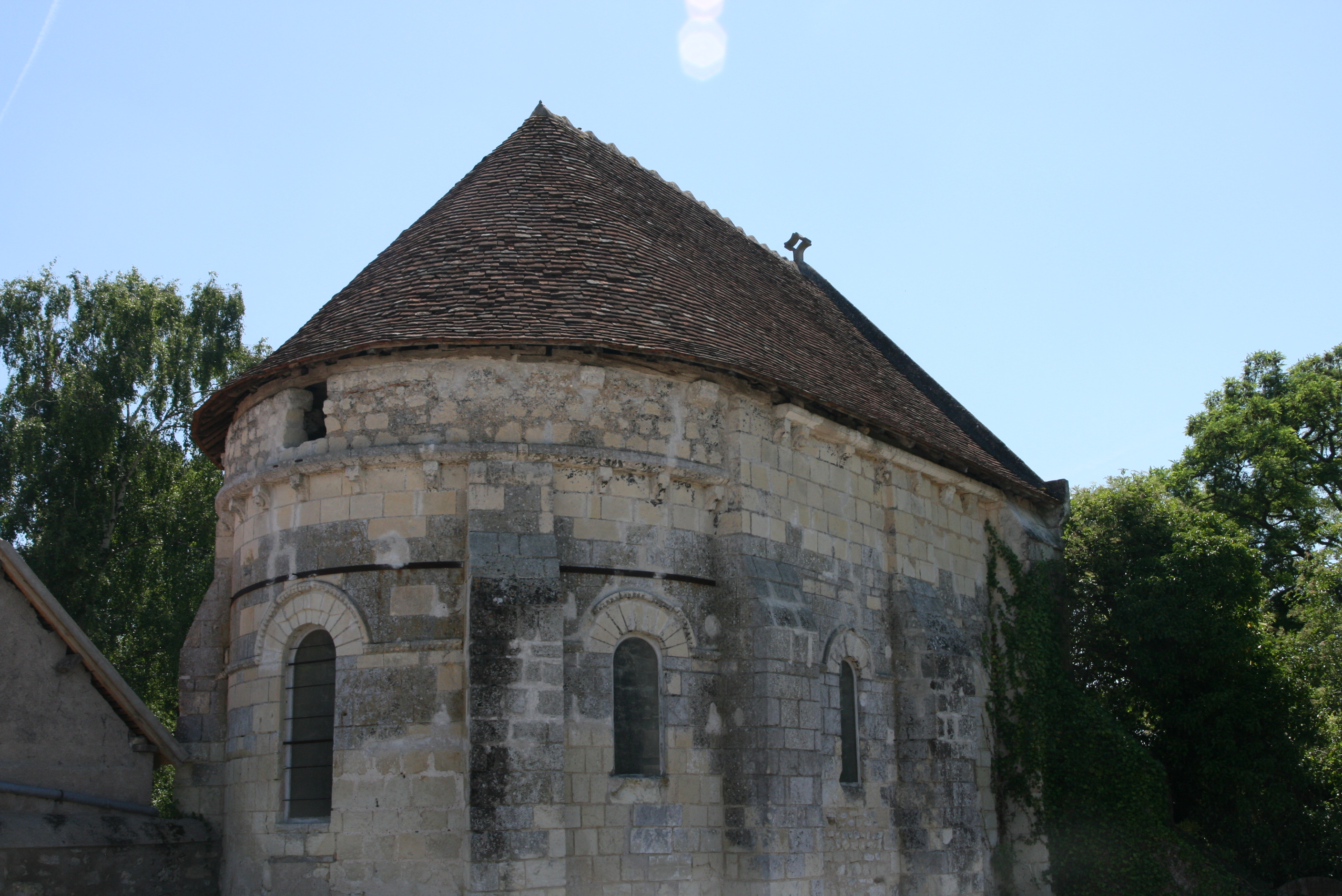
Chevet de l'ancienne église Saint-Michel de Villeloin XIIe siècle).

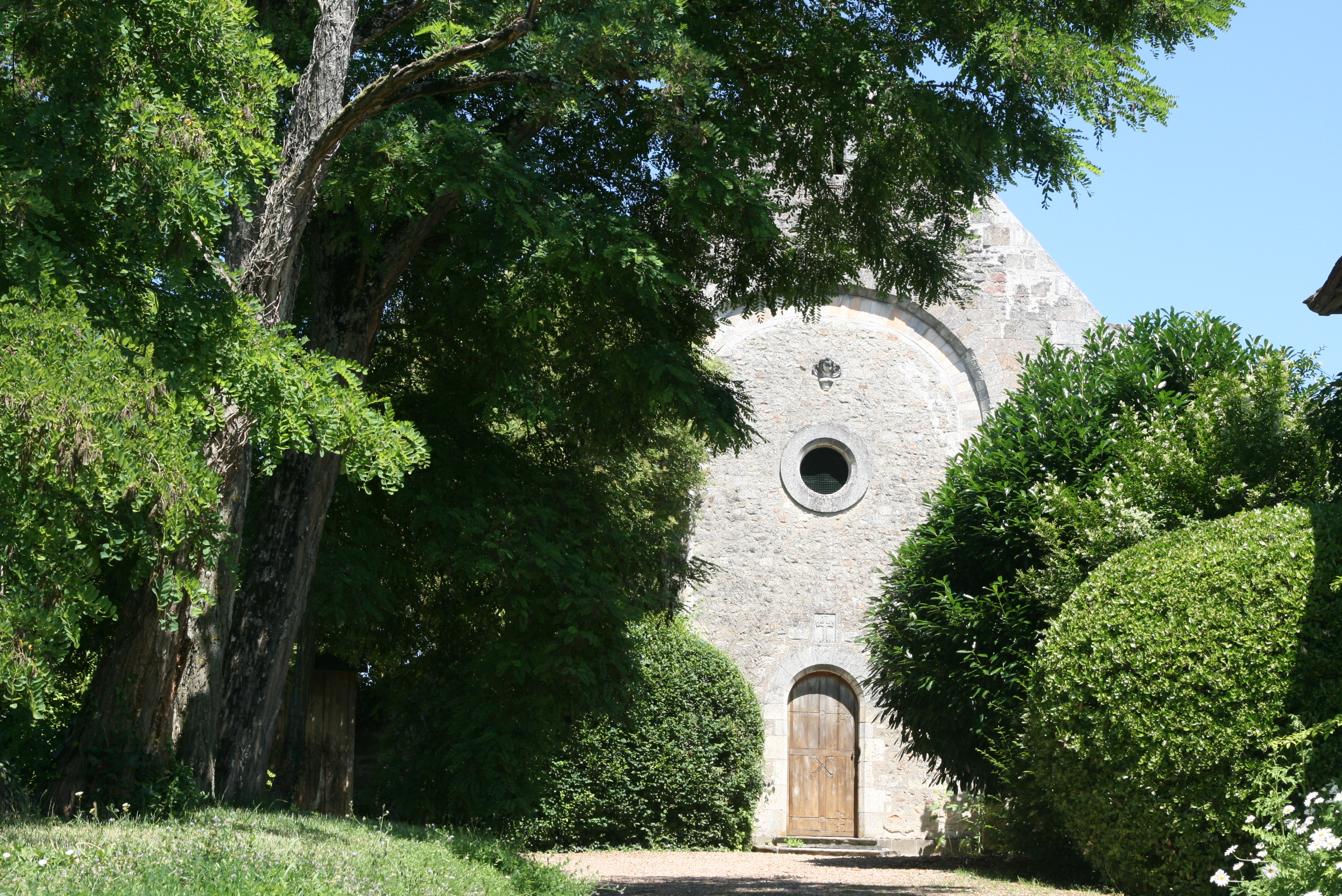
Chevet de l'ancienne église Saint-Michel de Villeloin (XIIe siècle). Vue depuis l'ouest.

Dès 859, une église est consacrée dans le nouveau prieuré de Villeloin par l'abbé de Cormery. Ce dit prieuré de Villeloin, sous le vocable du Sauveur, s'affranchit de son abbaye mère dès le XIIe siècle et devient une abbaye indépendante qui subsistera jusqu'à la Révolution. Aujourd'hui, il ne reste rien de cette église de l'abbaye.
En revanche, au XIIe siècle, une communauté villageoise s'installe autour de ladite Abbaye de Villeloin et fait construire hors de l'enclos abbatial une église paroissiale dont le patron est l'archange Saint Michel. La cure est à la présentation de l'abbé de Villeloin.
La paroisse de Saint-Michel de Villeloin dépend sous l'Ancien Régime du doyenné de Villeloin, une circonscription religieuse du diocèse de Tours. Depuis le Concordat, Villeloin-Coulangé relève de la paroisse catholique Saint-Jean-Baptiste, qui est une subdivision du diocèse de Tours, lequel relève de la Province ecclésiastique de Tours.
La vieille église est en fort mauvais état en 1831. Sa construction est ancienne et ne peut pas accueillir toute la population de la nouvelle commune. Le conseil municipal, à la suite de la vente de l'église de Coulangé et de son cimetière en 1844, est obligé d'agrandir celui de Villeloin. Au cours d'une délibération du conseil municipal du 23 mai 1847, il est décidé d'agrandir le cimetière de Villeloin vers l'est.
La vente de l'église de Coulangé est insuffisante pour sauver le vieil édifice de Villeloin qui continuera à se dégrader.
Dans une brève du 19 mai 1857 on peut lire : « Le clocher comporte deux cloches et l'une est cassée ».
Le 9 novembre 1862, le conseil municipal débat de l'avenir de l'église car « cet édifice a été jugé trop petit, dans un état de dégradation tel qu'il était indécent pour le service divin, et dans le cas d'être reconstruit : qu'en conséquence Monsieur le Maire était autorisé d'appeler sur les lieux un architecte pour en décider. »
Deux architectes de Loches, Messieurs Baillargé et Monthelier, sont choisis pour visiter les lieux et en apprécier l'état. Le 15 décembre 1862, les deux experts inspectent les lieux, et en tirent la conclusion qu'il est impossible de réparer l'église de Villeloin à cause de son état très avancé de ruine. Ceux-ci dressent un rapport à la suite de leur visite et proposent un plan et un devis pour bâtir une église toute neuve.
Au cours de la séance du 15 mars 1863, le conseil refuse le projet.
Le 3 mai 1868, la commune valide les plans définitifs présentés par un autre architecte : Gustave Guérin .
Le 29 juin 1873, le conseil vote la démolition de l'ancienne église dont le chœur sera conservé comme chapelle au cimetière (dans un premier temps). Les pierres récupérées serviront à fermer le chœur et à construire un mur autour du cimetière.
Aujourd'hui, cette église existe encore près du cimetière. De cet édifice ne subsiste que le chœur de deux travées voûtées d'un berceau en plein cintre, et l'abside semi-circulaire voûtée en cul de four. Les murs, surélevés, sont ajourés de petites fenêtres en plein cintre accostées, à l'intérieur, de colonnettes et dont l'archivolte extérieure est décorées d'une ligne de têtes de clou. Un mur moderne ferme l'édifice à l'ouest sous l'arc triomphal conservé.
C'est une dépendance d'une habitation privée.

## L'église actuelle de Saint-Michel de Villeloin-Coulangé qui fut consacrée en 1872 (XIXesiècle)

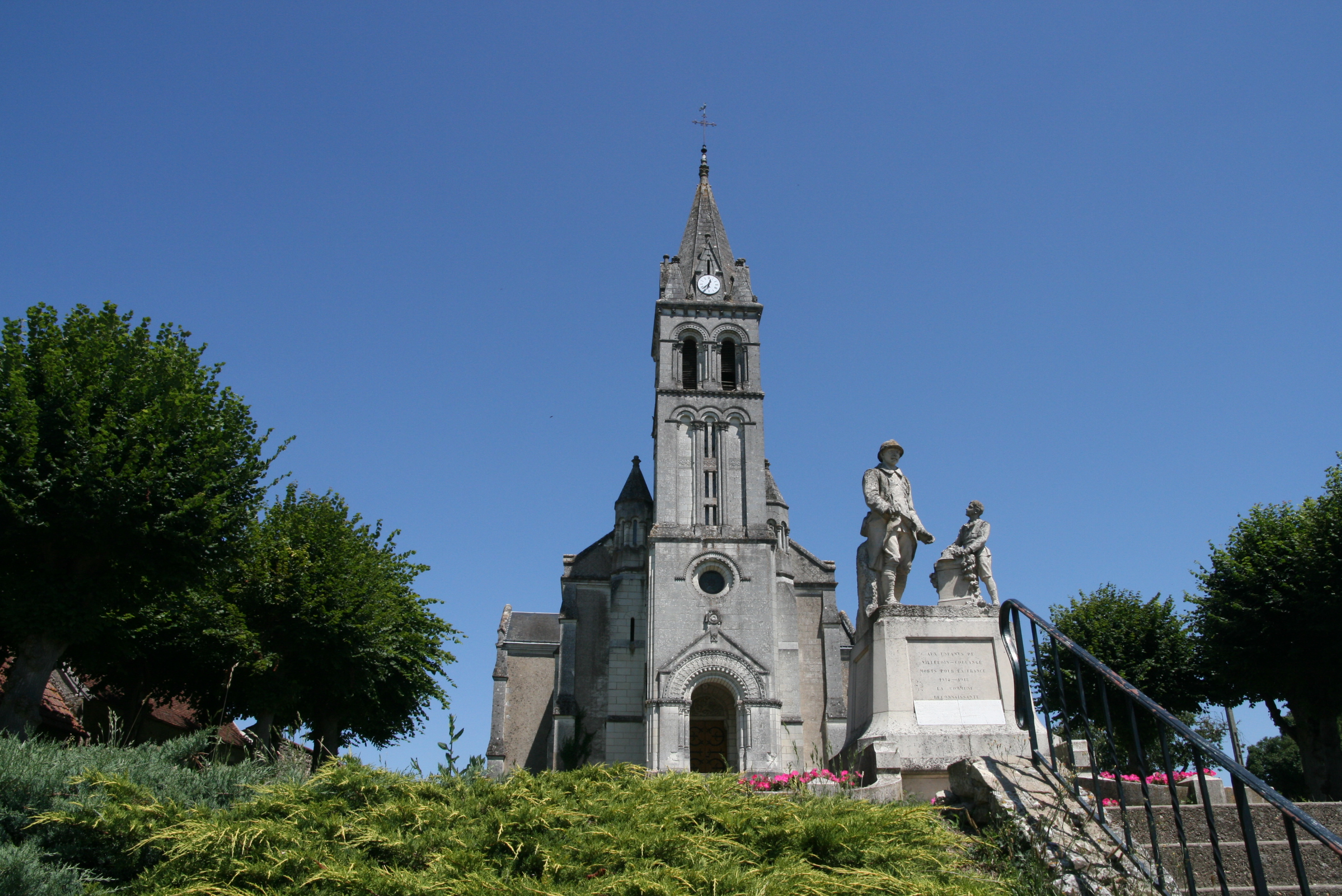
Église actuelle de Villeloin-Coulangé qui date de 1872 XIXe siècle.

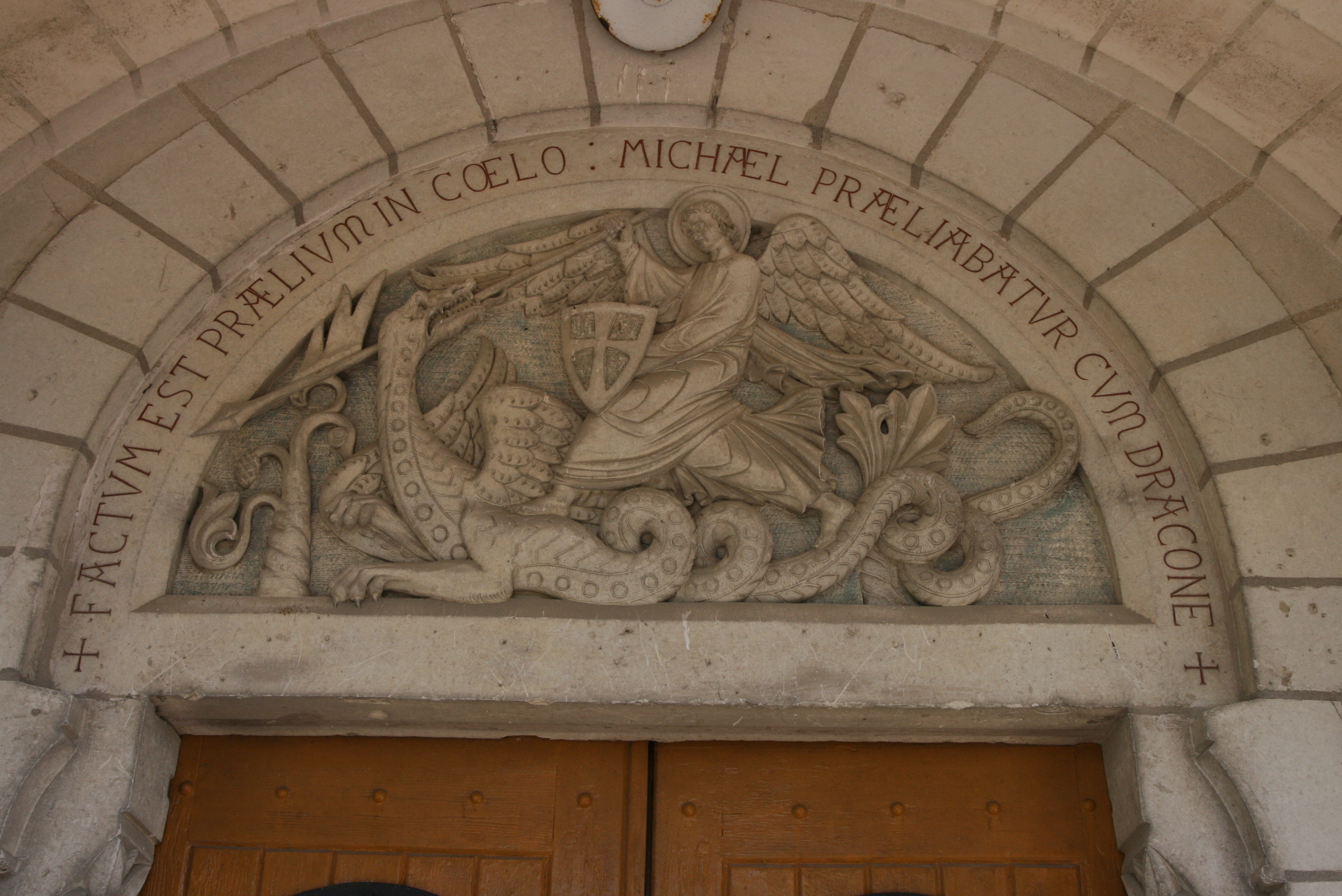
Saint Michel terrassant le dragon (Fronton de l'église de Villeloin-Coulangé).

### Les études et le financement - de 1857 à 1870
Bâti non loin de l'ancienne église paroissiale, cet édifice néoroman a consacré l'abandon et la destruction de l'ancien bâtiment jugé trop petit.
Après avoir refusé le projet présenté le 15 mars 1863 par les architectes, Messieurs Baillargé et Monthelier, trouvant celui-ci beaucoup trop onéreux (environ 58 000 FRF pour les ressources de la commune, au cours de sa séance du 4 novembre 1866, le conseil municipal décide de confier à Gustave Guérin (1814-1881), architecte diocésain du département d'Indre-et-Loire, la mission de construire une nouvelle église à Villeloin.
À partir de juillet 1867, le conseil municipal se penche sur l'emplacement où pourra être construit le nouvel édifice. Elle ne peut pas l'être sur les fondations de l'ancienne car le cimetière est trop petit. Il est décidé d'acquérir tous les terrains au bord de la route de Montrésor à Nouans-les-Fontaines entre l'ancienne grange dîmière et la vieille église. Cet endroit, appelé « le Charnier », était probablement l'ossuaire du vieux cimetière. C'est Monsieur Bernier qui le vend à la commune pour la somme de 1 005 FRF le 24 septembre 1867.
Le 9 février 1868, le conseil demande à Gustave Guérin d'établir les plans d'une nouvelle église pour accueillir 1000 personnes. La nouvelle église sera faite en deux temps car le clocher sera exécuté ultérieurement. Elle se composera d'une grande nef, de deux petites nefs latérales et d'un chœur. Elle sera construite en murs de moellons et de pierres tendres. La pierre proviendra des carrières des environs de Loches et sera utilisée seulement par économie dans les arêtiers, les jambages, les corniches et les encadrements des ouvertures. La charpente sera complètement réalisée en bois de chêne et l'intérieur de l'église sera recouvert de voûtes en briques. Le tout ne devra pas dépasser la somme de 35 000 FRF.
Gustave Guérin dessine les plans, qu'il aquarelle de sa main, signe et date G. Guérin le 15 avril 1868.
Le 3 mai 1868, les plans sont présentés au conseil municipal et acceptés à l'unanimité.
Afin de financer la construction, une souscription est ouverte aux habitants de la commune et de ses environs. 4 549 FRF sont récoltés et de nombreux dons en nature (journée d'homme, quantité de sable et de moellons) à la date du 12 juillet 1868.
Le 25 octobre 1868 le conseil municipal décide de vendre certains matériaux de la vieille église, dont les charpentes.
Le ministre des Cultes attribue par une lettre du 22 février 1869 au préfet d'Indre-et-Loire la somme de 10 000 FRF payables en quatre fois à la commune de Villeloin-Coulangé.

### La construction - de 1870 à 1872
Le 6 juillet 1869, le préfet d'Indre-et-Loire approuve le devis de construction de la nouvelle église. Désormais les travaux peuvent commencer.
Après la rédaction d'un cahier des charges, les travaux sont adjugés au rabais le 5 décembre 1869 à Joseph Borie, entrepreneur à La Croix de Bléré pour la somme de 38 000 FRF.
Le dimanche 15 mai 1870, la première pierre de la nouvelle église est posée comme nous l'indique l'inscription qui se trouve au-dessus de la porte de la sacristie nord « Bénédiction de la première pierre 15 mai 1870 ». Deux mois plus tard, le 19 juillet 1870, l'empereur Napoléon III déclare la guerre à la Prusse. La construction est interrompue lors de l'arrivée des troupes prussiennes à Montrésor où elles restent jusqu'au 7 mars 1871, et sèment le désordre et la peur dans toute la région.
Après l'arrivée de la troisième république, les différents changements de Maire, une première messe est célébrée le 29 septembre 1872, jour de la fête de Saint Michel, patron de la paroisse, par l'abbé Ménage, curé de Villeloin-Coulangé, assisté par le curé de Beaulieu, en présence de nombreux habitants.
La nouvelle église est consacrée le jeudi 17 octobre 1872 en présence de Monseigneur Fruchaud, archevêque de Tours, de Monsieur Saivet, archiprêtre de la cathédrale d’Angoulême, futur évêque de Mende, auteur du sermon, et d'une nombreuse assistance. Une inscription, rappelant cet évènement, a été gravée au-dessus de la porte de la sacristie sud « Consécration de l'église 17 octobre 1872 ».

### L'aménagement intérieur - de 1872 à 1899

#### Les autels et meubles
Seul le maître-autel est terminé lorsque la première messe est célébrée le 29 septembre 1872. Il a été donné par monsieur Babinet, un notable habitant le château de Bel-Air. Celui-ci est sculpté dans de la pierre tendre du pays et orné sur son devant des représentations en relief de gauche à droite de saint Martin, premier évêque de Tours, de saint Michel, patron de l'ancienne paroisse de Villeloin, du Sauveur, patron de l'abbaye de Villeloin, de saint Sulpice, patron de l'ancienne paroisse de Coulangé, et de saint Gatien, patron de l'église cathédrale de Tours.
Deux autres autels secondaires seront installés dans les chapelles du transept et décorés des statues de la Vierge et de saint Joseph en plâtre de style sulpicien. Celui de la chapelle nord est dédié à la sainte Vierge et celui du sud à saint Joseph. Ils sont tous deux en pierre tendre du pays et ont été probablement offerts par la famille Babinet comme le maître-autel.
Une chaire à prêcher est installée près de la porte de la sacristie nord contre le mur proche du sanctuaire. Elle est entièrement en pierre tendre du pays.
Les anciens fonts baptismaux de l'église Saint-Michel de Villeloin sont installés à gauche de la nef en entrant. Ils sont en marbre noir dans le style de la fin du XIIIe siècle.

#### Les vitraux
Les vitraux du sanctuaire sont installés entre 1873 et 1878. Ils sont tous trois issus des ateliers L. Lobin, maître verrier à Tours. Celui du centre derrière le maître autel représente l'archange saint Michel terrassant le dragon. Celui de gauche, représente saint Benoît tandis que celui de droite représente saint Vincent de Paul.
Les quatre vitraux du Chœur sont issus des ateliers de J.P. Florence et cie, maître verrier à Tours. Ceux qui sont percés dans les murs de chaque côté du sanctuaire sont très peu décorés. Il en est de même pour les deux oculus au-dessus de chaque porte de sacristie. Leur décor est le même que celui qui est au-dessus de la tribune au-dessus de la porte d'entrée. Il ne porte aucune date.
Les deux fenêtres du transept ont été offertes par la famille Babinet. Ces deux vitraux représentent des scènes de la Sainte Famille et sont sortis aussi des ateliers Florence de Tours en 1895.
Les quatre vitraux de la nef datent de 1899 et représentent saint Jean-Baptiste, sainte Alexandra (le village de Montrésor, voisin de Villeloin-Coulangé accueille une diaspora importante de Polonais ; ce qui pourrait expliquer la présence d'une sainte vénérée principalement par l'église d'Orient), Jeanne d'Arc et saint Charles Borromée.

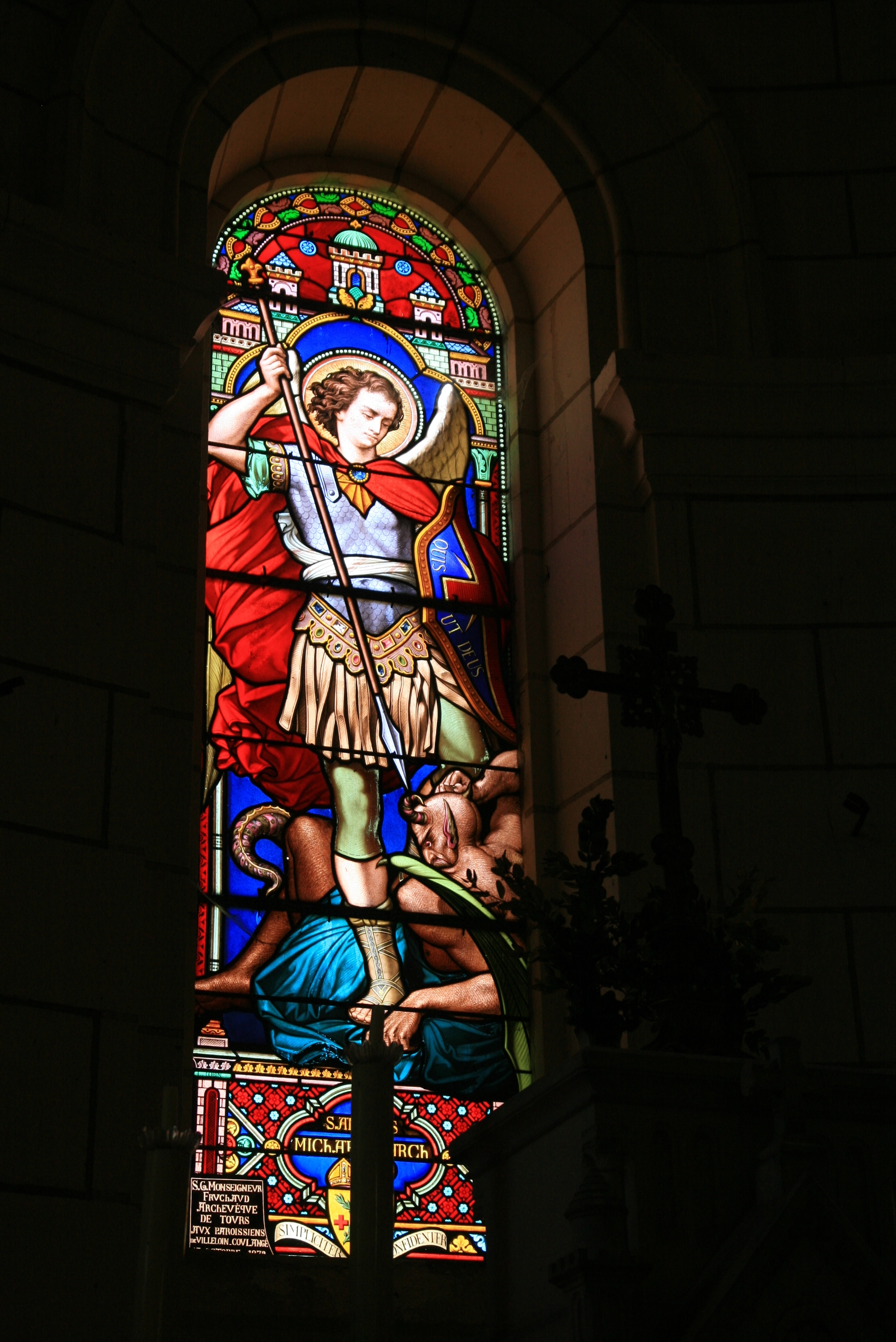
Vitrail Saint-Michel - Église de la commune de Villeloin-Coulangé. S.G. Monseigneur Fruchaud, archevêque de Tours aux paroissiens de Villeloin-Coulangé le 6 octobre 1872.
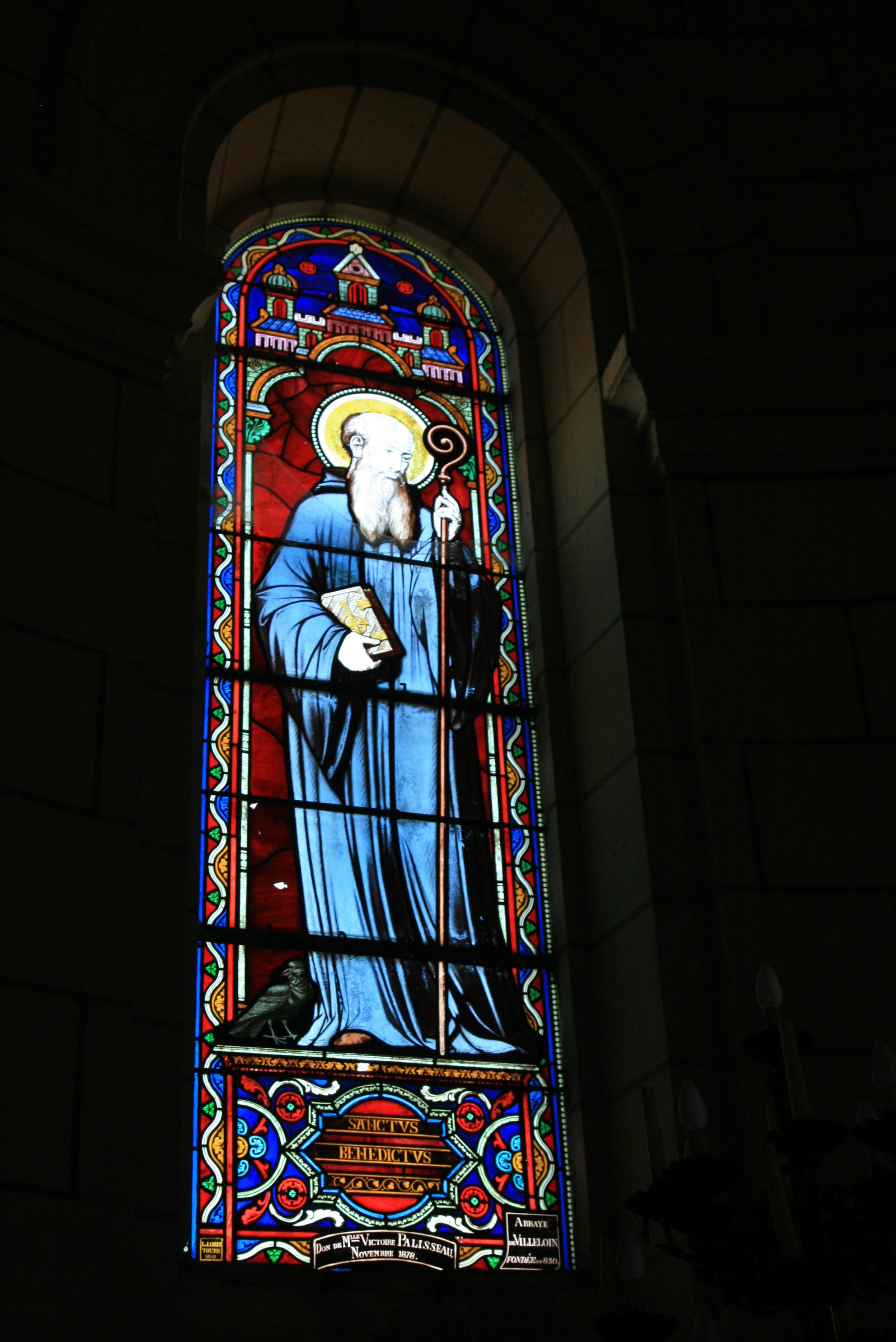
Vitrail de saint Benoit de l’église de Villeloin-Coulangé. Don de Mademoiselle Victoire Palisseau. Novembre 1878. Atelier Lobin à Tours. Hommage à l'Abbaye de Villeloin 850.
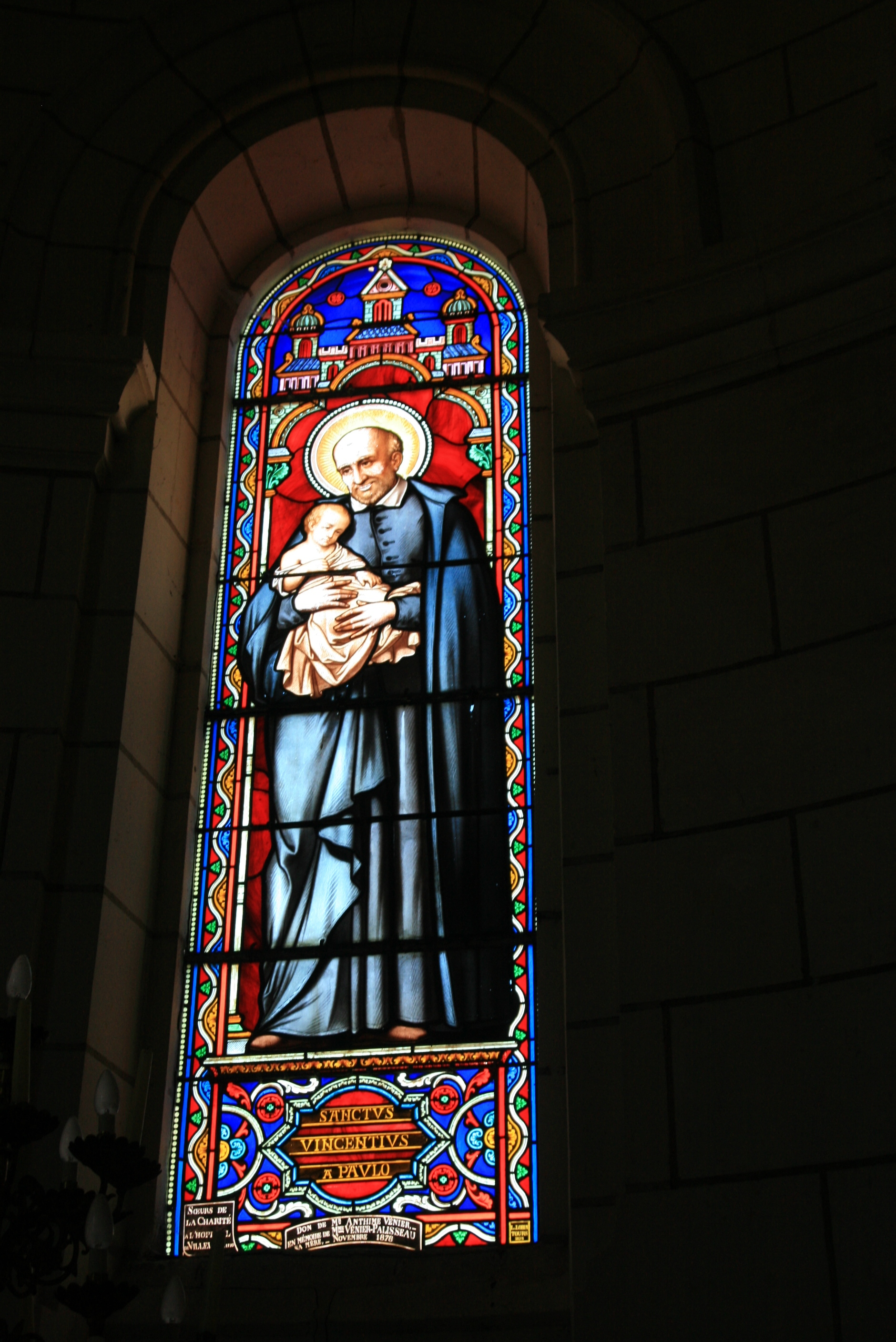
Vitrail de saint Vincent de Paul de l’église de Villeloin-Coulangé. Don de Monsieur Anthime Vénier en mémoire de Madame Vénier-Palisseau sa mère. Novembre 1878. Atelier Lobin à Tours. Hommage aux sœurs de la Charité à Villeloin 1710.

#### Les tableaux et statues

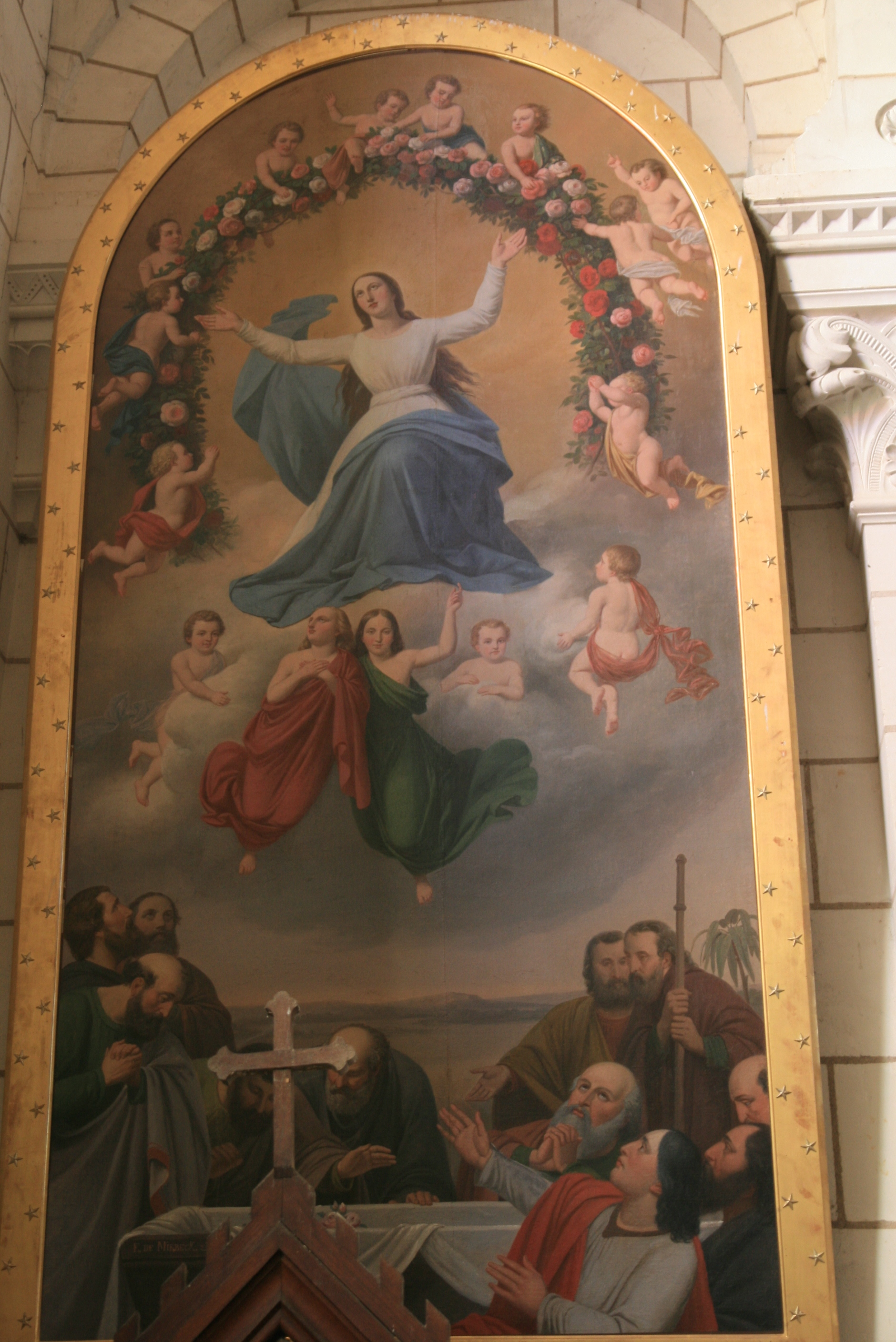
La Vierge à l'Enfant, Vierge apparaissant à un religieux. Tableau qui date du XVIIe siècle.

Deux grands tableaux encadrés dans des cadres en bois dorés sont installés au bas de la nef près de la porte d'entrée. Celui de gauche, représentant le Sacré-Cœur, a été peint en 1887 par le comte Bresson, habitant le logis de Navas et celui de droite, une assomption de la Vierge, est signé en 1893 par Édouard De Mirbeck à Saint-Dié-des-Vosges.
Des confessionnaux à trois places en bois de chêne ont été scellés à droite en entrant sous le tableau de l'assomption.
Les statues de style sulpicien de saint Michel, de saint Sulpice, de saint Joseph, de Jeanne d'Arc, de sainte Anne et sa fille, du Sacré-Cœur, de saint Vincent de Paul, de saint Antoine de Padoue, de sainte Thérèse de Lisieux et d'un saint abbé non identifié reposent sur des socles incrustés dans les murs de l'église. Un chemin de croix en tôle moulée est accroché tout autour des murs de la nef.

### La construction du clocher - de 1890 à 1892
Au début de l'année 1890, le conseil de fabrique de Villeloin-Coulangé décide de terminer la construction de son église en bâtissant un clocher au-dessus de la porte d'entrée.
J. Hardion, architecte à Tours est choisi par le conseil pour élaborer les plans d'un clocher. Des plans et un devis, datés du 12 juillet 1890, pour un montant de 17 535 FRF. Une première souscription est ouverte et rapporte la somme de 12 231 FRF, une seconde est demandée pour combler le déficit de 1 750 FRF. L'État a promis une subvention de 4 000 FRF. Dans une délibération du 22 mars 1891, le conseil municipal décide d'approuver les travaux de construction du clocher. Le préfet approuve lui aussi le projet le 25 mai suivant. Le dimanche 20 septembre 1891, la première pierre du clocher est posée en présence du maire, du conseil municipal, du bureau de bienfaisance et du conseil de fabrique de la commune.
La réception des travaux est faite le 29 août 1892 pour une somme totale de 18 673 FRF. Le clocher est béni le 18 septembre 1892 en présence de monseigneur Meignan, archevêque de Tours. Cet événement est gravé à l'intérieur du tympan en pierre au-dessus de la porte d'entrée.
Le 24 août 1901, l'architecte Hardion, signe un certificat dans lequel il assure qu'il est possible de poser deux cloches dans le clocher de l'église. Le lendemain le conseil municipal décide d'installer deux nouvelles cloches. La plus grosse pèse 650 kilos, la moyenne 460 et la plus petite 325. Elles sont toujours en place.

### Les premiers travaux d'entretien - de 1923 à 1962
Au lendemain de la première guerre mondiale, l'église demande déjà des réparations de couverture. Edmond Rigaud, architecte-voyer de l'arrondissement de Loches dresse un devis des travaux. Le 9 septembre 1923, les travaux de couverture sont adjugés au rabais à un entrepreneur des environs pour la somme de 8 859 FRF (10 576,58 EUR2023). Toute la toiture est révisée, et quelques ardoises changées. Le faîtage de la nef, du cœur et du sanctuaire est entièrement vérifié. Les noues en ardoise sont remplacées par des noues en zinc. Toutes les gouttières sont déposées, réparées, reposées et ressoudées. Les doublis en ardoises sont remplacés par de nouveaux doublis en zinc. Certains noquets sont changés eux aussi.
Le 21 décembre 1955, les établissements Bodet de Trémentines (Maine-et-Loire) dresse un devis de réparation pour l'horloge de l'église (qui a été installée a une période inconnue). Les travaux sont finis le 23 juin 1956.
Des travaux de consolidation du clocher ont lieu de 1959 à 1962 car celui-ci est couvert de fissures et semble avoir été construit avec des matériaux de médiocre qualité. De plus, la présence des trois cloches, d'un poids total de 1 500 kilogrammes, a entrainé des faiblesses au sein des murs du clocher. Les cloches sont déposées, le beffroi refait à neuf. Les cloches sont électrifiées en avril 1962 et une nouvelle horloge de type Manias est installée en juin 1962.

### L'église aujourd'hui
Elle est aujourd'hui ornée des anciennes œuvres d'art conservées autrefois dans l'ancienne église de Villeloin. Tous ces objets provenaient de l'ancienne Abbaye Saint-Sauveur de Villeloin et de l'ancienne église Saint-Sulpice de Coulangé.
La municipalité a commandé un diagnostic général de l'édifice pour déterminer les travaux de restauration des extérieurs et des intérieurs. Cette étude, rendue en 2005, n'a pas eu de suite à ce jour pour cause de manque de financement.

### Objets remarquables

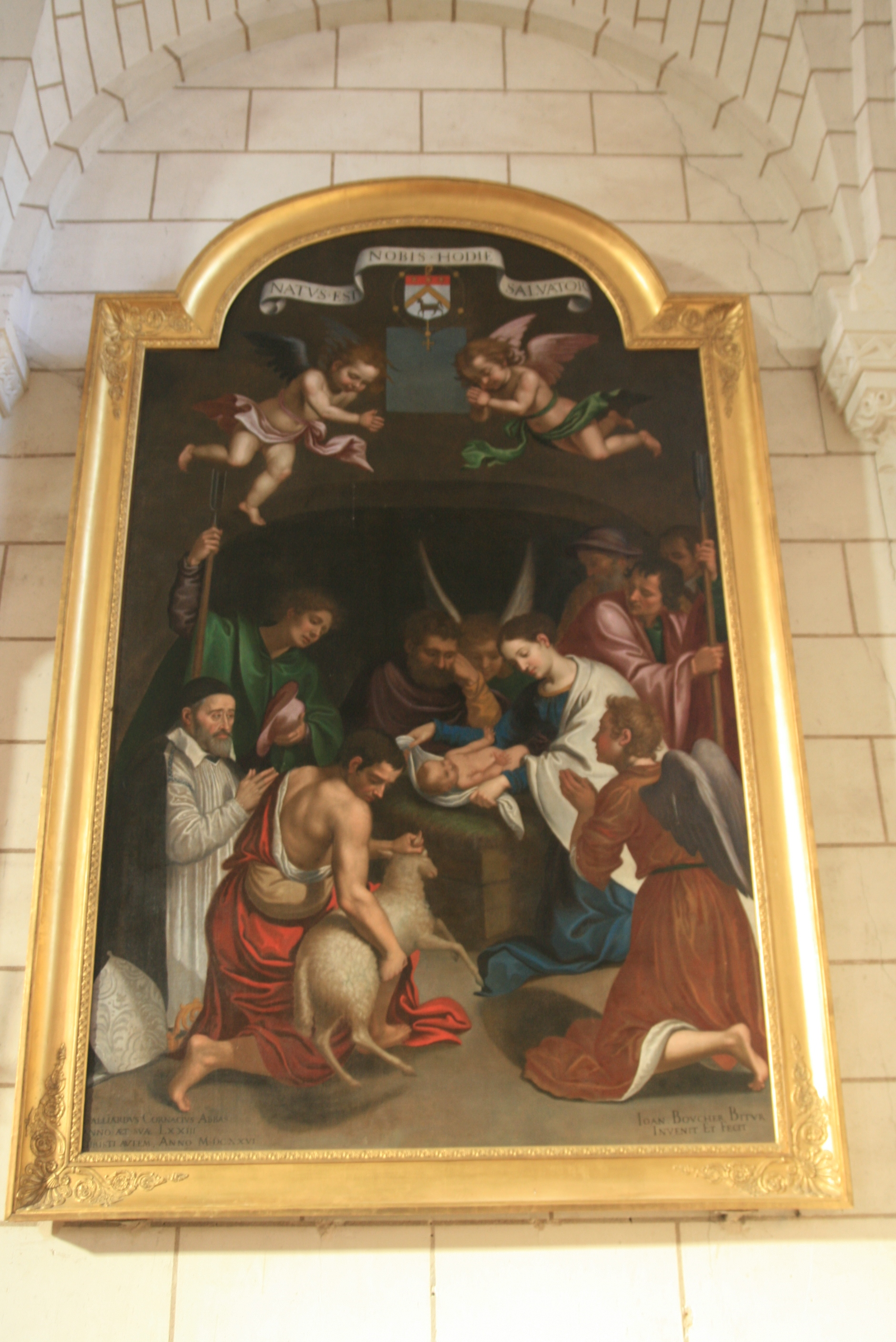
Œuvre de Jean Boucher qui date de 1626 : L'adoration des bergers.

L'église de la commune accueille plusieurs objets classés au titre objet des monuments historiques.

#### Tableaux
Une œuvre de Jean Boucher qui date de 1626 : L'adoration des bergers. Cette œuvre fait l’objet d’un classement au titre objet des monuments historiques depuis le 12 mars 1907. Ce grand tableau a été remis en état par le service des Monuments historiques en 1965 et restauré au cours des années 1987 et 1988 pour être présenté à l'exposition à Bourges des œuvres de Jean Boucher, originaire de cette ville. Celui-ci a sans doute été commandée par Gaillard de Cornac, abbé de l'Abbaye Saint-Sauveur de Villeloin de 1608 à 1626, pour le maître autel de l'église de l'abbaye de Villeloin. Cette toile porte les inscriptions en bas à droite « Joan Boucher Bitur Invenit et fecit », en bas à gauche sous le portrait du donateur en aube blanche avec sa mire à ses genoux « Gailliardus Cornaccius abbas anno aet suae LXXII Christi autem anno M DC XXVI », et en haut les armes de l'abbé et sur la banderole « Natus est Nobis Hodie Salvator ». Aujourd'hui ce grand tableau cintré à oreilles est encadré dans un grand cadre à motifs Restauration qui respecte sa forme originale. Il est accroché au mur du transept nord.
Deux tableaux qui datent du XVIIe siècle : « La vierge à l'Enfant » qui fait l’objet d’un classement au titre objet des monuments historiques depuis le 20 octobre 1913. Et « La Vierge apparaissant à un religieux » qui fait l’objet d’un classement au titre objet des monuments historiques depuis le 20 octobre 1913. Deux toiles de l'École Italienne ou espagnole. Le premier tableau se trouve dans la chapelle de la Vierge accroché au mur à gauche du vitrail, le second est suspendu sur le mur au-dessus de la porte de la sacristie nord.

#### Sculptures
Une sculpture en bois polychrome qui date du XVIIe siècle : Christ en croix. Cette statue en bois fait l’objet d’un classement au titre objet des monuments historiques depuis le 20 octobre 1913.
Une sculpture qui date du XVe siècle : Vierge de pitié. Ce groupe sculpté en pierre fait l’objet d’un classement au titre objet des monuments historiques depuis le 20 octobre 1913.
Une sculpture en pierre qui date du XVe siècle : Saint Michel. Cette statue de pierre fait l’objet d’un classement au titre objet des monuments historiques depuis le 13 mars 1907.

## Liste des curés de Villeloin et Coulangé entre 1567 et 1869
Le titre curial était à la présentation de l'abbé de Villeloin.
Curés de l'église de Villeloin :
- Catherin Barrette, 1590,
- René Bouilly, 1611,
- Louis de la Jointe, 1660,
- Mathurin Gouault, 1677,
- Billouet, 1692,
- Martin Corbeau, 1752,
- Carré, 1790,
- Curé constitutionnel, 1793,
- Lami, 1820,
- Soutif, 1837,
- Vernon, 1856,
- Bertau, 1861,
- Menage, 1869

Curés de l'église de Coulangé :
- Catherin Febvrier, 1567,
- Pierre Lasneau, 1605,
- Pierre Masson, 1620,
- René Chabot, 1651,
- Jean Moreau, 1694,
- Nicolas-Théodore Pavy, 1704,
- Froger, 1714,
- Pierre Duchesne, 1726,
- Pierre Boulay, 1755,
- Jean-Joseph Perronet, 1777, 1791,
- Lamy, 1801.

## Photos

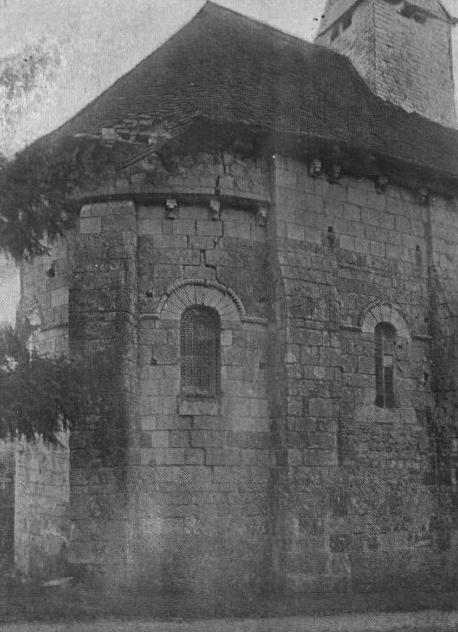
Photo ancienne (1923) du chevet de l'ancienne église Saint Michel.
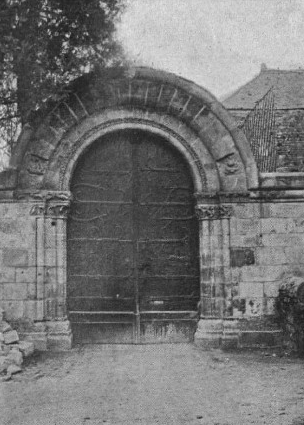
Photo ancienne (1923)de l'ancien portail de l'église de Coulangé déplacé au sein de l'ancienne Abbaye de Villeloin.